# 新田恵美
新田 恵美（にった えみ、1967年11月4日 - ）は、日本の元AV女優。

## 略歴
東京都出身。1986年にデビューしたAV女優である。おニャン子クラブの新田恵利に顔が似ていることが芸名の由来であると言われている。ピンク映画にも出演し、日活ロマンポルノの出演女優で編成された「ロマン子クラブ」の会員番号1番としても活動した。

## 出演作品

### アダルトビデオ
1986年
- つ・ぼ・みがアツ～イ （ ? 、マリオン） ※「岸本圭」名義
- 絵美の本番 （ ? 、KUKI） ※「新田絵美」名義
- 卒業アルバム 最後の悶え （ ? 、ロコビジョン）
- やさしくしてね…エミ （8月10日、アリスJAPAN） ※「新田エミ」名義
- ふたりのバイブレーション （11月、クリスタル映像）

1987年
- 昂ぶり （ ? 、ロコ・ビジョン）
- 新田恵美の逮捕しちゃうぞ!! （ ? 、新東宝ビデオ）
- 微乳ミルクホール （ ? 、正和）
- 十月 （10月、ピラミッド・ビデオ）
- 東京の夏 （10月13日、宇宙企画）
- セクシーメイツ Vol.1 OMATAカーニバル （11月25日、アテナ映像）

1988年
- セクシーメイツ Vol.2 マングリSAMBA （1月25日、アテナ映像）
- セクシーメイツ Vol.3 ぱいチュウPARTY （2月25日、アテナ映像）
- あぶないKANKEI （3月5日、アリスJAPAN）
- セクシーメイツ Vol.4 KOKAN艶ジェル （4月25日、アテナ映像）
- アタックビデオ 22 （7月13日、宇宙企画）…オムニバス作品
- ビデオSEXY倶楽部 Vol.30 30回達成記念特大号（90分） （9月3日、宇宙企画）…オムニバス作品
- セクシーメイツ いんらんパフォーマンスバージョン （10月15日、アテナ映像）
- ビデギャル乳リンピック 跳んで開いて大運動会 （11月22日、にっかつビデオフィルムズ）
- アクメ天使 （ ? 、ファイブスター）
- 天使のウィンク （ ? 、学園舎）
- ふるえた体験 （ ? 、オール映像）
- 淫舞・そして女 （ ? 、プロフィット）
- 翔女 （ ? 、希宝舎）
- セックスファンタジー2 官能の祭典 （ ? 、希宝舎）

1989年
- 指を絡めて （ ? 、ハートビデオ）

### 成人映画
- 盗聴マニア FRIDAYの女 （1986年9月23日公開、にっかつ）
- ロマン子クラブ エッチがいっぱい （1986年12月20日公開、にっかつ）
- 新・未亡人下宿 夜の手ほどき （1987年3月公開、新東宝映画）
- 桃尻ハードラブ 絶頂志願 （1987年9月19日公開、にっかつ）

## 書籍

### 写真集
- 新田恵美写真集 （1987年12月10日、近代映画社） - 撮影:平野弘
- マドンナメイト写真集 新田恵美 （1986年12月30日、マドンナ社） - 撮影:米本光穂

### カセット
- マドンナメイトカセット 新田恵美 そしてエクスタシー （1988年10月、マドンナ社）